# Dick Schulz
Richard A. Schulz(3 de janeiro de 1917 - 26 de junho de 1968 (51 anos)) foi um jogador de basquete norte-americano que foi campeão da Temporada da NBA de 1947-48 jogando pelo Baltimore Bullets.